# Linia kolejowa nr 694
Linia kolejowa nr 694 – drugorzędna, jednotorowa, zelektryfikowana linia kolejowa znaczenia państwowego, łącząca posterunek odgałęźny Bronów z posterunkiem odgałęźnym Bieniowiec. 

## Charakterystyka techniczna
Linia kolejowa na całym odcinku została sklasyfikowana jako D3. Maksymalny nacisk osi wynosi 221 kN dla lokomotyw oraz 196 kN dla wagonów. Maksymalny nacisk liniowy na 1 metr bieżący toru wynosi 71 kN. Na trasie zamontowano elektromagnesy samoczynnego hamowania.

## Ruch pociągów
Na linii kursują pociągi lokalne samorządowego przewoźnika Koleje Śląskie oraz pociągi towarowe w kierunku Skoczowa.